# Cantó de Cléguérec
El cantó de Cléguérec (bretó Kanton Klegereg) és una divisió administrativa francesa situat al departament d'Ar Mor-Bihan a la regió de Bretanya.

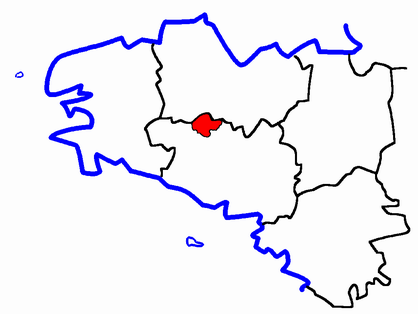
Situació del cantó

## Composició
El cantó aplega 8 comunes :
| Nom francès     | Nom bretó | Població | km²    | Codi Postal | Codi INSEE |
| Cléguérec       | Klegereg  | 2.749    | 62,99  | 56480       | 56041      |
| Kergrist        | Kergrist  | 659      | 29,66  | 56300       | 56093      |
| Malguénac       | Malgeneg  | 1.657    | 38,45  | 56300       | 56125      |
| Neulliac        | Neulieg   | 1.465    | 30,99  | 56300       | 56146      |
| Saint-Aignan    | Sant-Inan | 629      | 27.33  | 56480       | 56203      |
| Sainte-Brigitte | Berc'hed  | 166      | 17,74  | 56480       | 56209      |
| Séglien         | Seglian   | 709      | 38,36  | 56160       | 56242      |
| Silfiac         | Silieg    | 445      | 22,46  | 56480       | 56245      |
| Cantó           | Klegereg  | 8.479    | 267,98 | -           | 5605       |

## Evolució demogràfica
| 1962  | 1968  | 1975  | 1982  | 1990  | 1999  |
| ----- | ----- | ----- | ----- | ----- | ----- |
| 9.915 | 8.807 | 8.227 | 8.378 | 8.415 | 8.479 |

## Història
| Data d'elecció                           | Identitat   | Partit        | Qualitat |
| ---------------------------------------- | ----------- | ------------- | -------- |
| 2001-2008                                | Jean Le Lu  | RPR           |          |
| 2008-                                    | Serge Moelo | Divers gauche |          |
| les dades anteriors no són pas conegudes |             |               |          |
|                                          |             |               |          |